# Rosdorf (Steinburg)
Rosdorf es un municipio situado en el distrito de Steinburg, en el estado federado de Schleswig-Holstein (Alemania). Tiene una población estimada, a fines de 2021, de 359 habitantes.
Forma parte de la mancomunidad de municipios (en alemán, amt) de Kellinghusen.
Está ubicado al oeste del estado, cerca de la desembocadura del río Elba en el mar del Norte y al noroeste de la ciudad de Hamburgo.